# Amphibienlaichgebiete von nationaler Bedeutung
Amphibienlaichgebiete von nationaler Bedeutung sind in der Schweiz durch Bundesverordnung geschützt und im Bundesinventar der Amphibienlaichgebiete von nationaler Bedeutung (französisch Inventaire fédéral des sites de reproduction de batraciens d’importance nationale, italienisch Inventario federale dei siti di riproduzione di anfibi di importanza nazionale, romanisch Inventari federal dals territoris da frega d’amfibis d’impurtanza naziunala) verzeichnet. Ziel der Amphibienlaichgebiete-Verordnung (AlgV) ist der Artenschutz von Amphibien. Diese sind seit 1967 bundesrechtlich geschützt und gehören zu den am stärksten gefährdeten Artengruppen des Landes. Ihr Anteil an den Arten in der Roten Liste beträgt 70 Prozent. Verantwortlich ist das Bundesamt für Umwelt (BAFU). Zudem besteht die Koordinationsstelle für Amphibien- und Reptilienschutz in der Schweiz (karch).

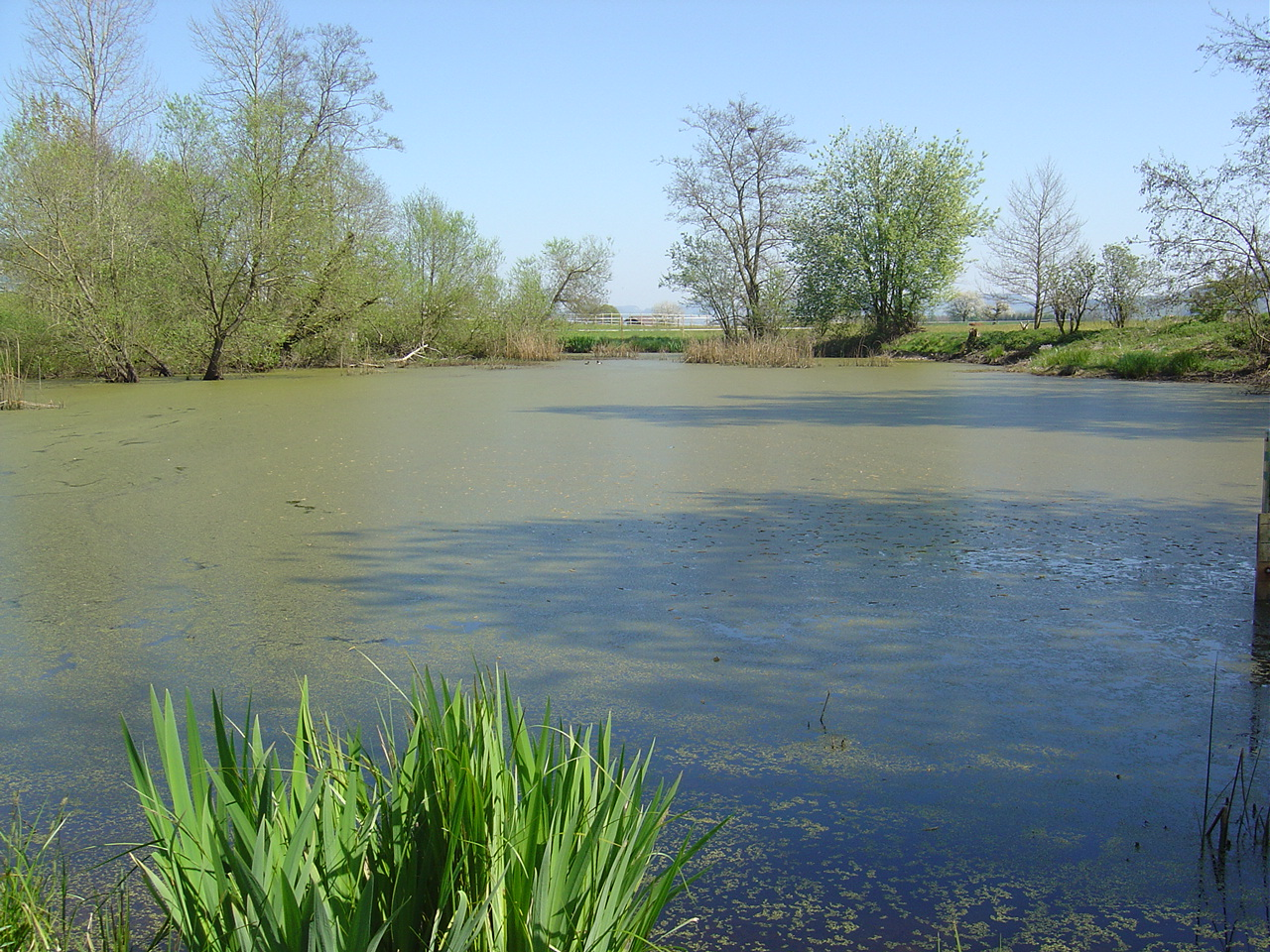
Ägelsee

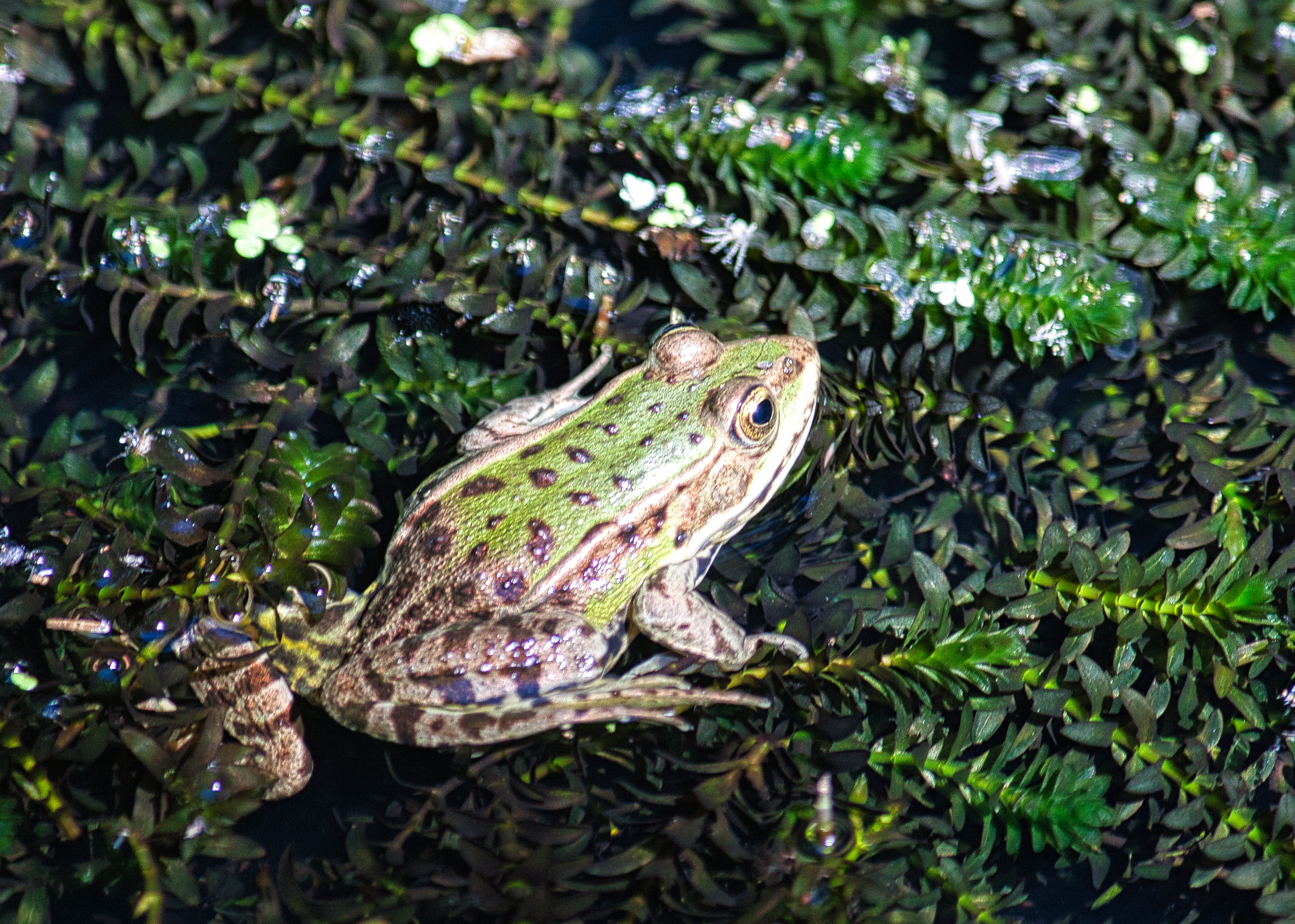
Wasserfrosch Pelophylax aggr. im Naturlehrgebiet Buchwald

Die Biotop- und Artenschutzgebiete haben die Kategorie IV der International Union for Conservation of Nature and Natural Resources (IUCN). Neben der Veröffentlichung im haben sie Einträge in der Datenbank der EUNIS (eunis.eea.europa.eu, englisch) und in der World Database on Protected Areas (protectedplanet.net, englisch).
Geschützte Landschaften sind im Bundesinventar der Landschaften und Naturdenkmäler von nationaler Bedeutung verzeichnet.

## Beispiele

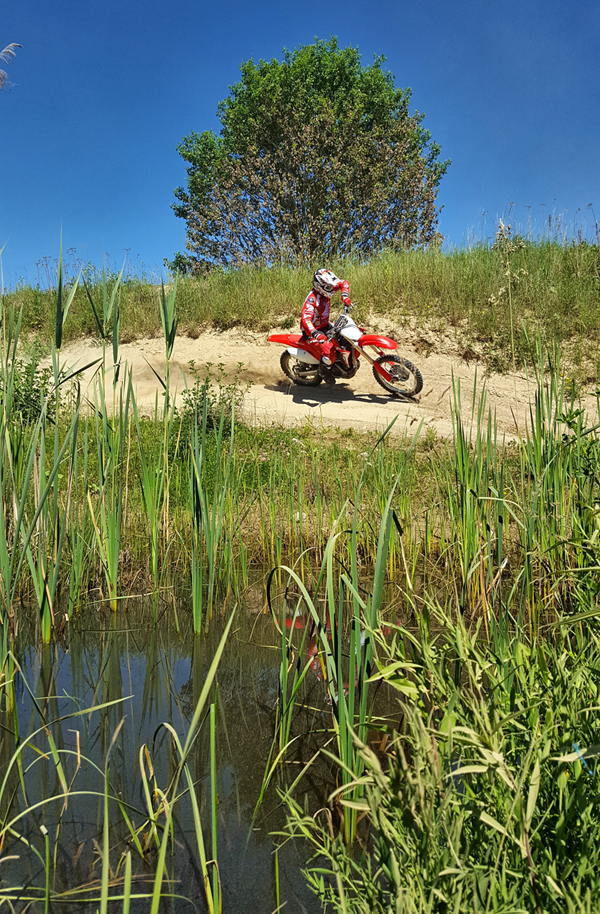
Gishalde: Biotop und Motocross

- Alpine Auen, wie Gletschervorfelder
- Auengebiete und Auwälder
  - Naturschutzgebiet Schaarenwies/Schaarenwald
- Erz-, Kies-, Tongruben und andere Stätten des Rohstoffabbaus
  - Naturschutzgebiet Bohnerzgruben Chäferhölzli
  - Naturschutzgebiet Bohnerzgruben Färberwiesli
  - Naturschutzgebiet Eschheimer Weiher (Lehmgrube)
  - Naturschutzgebiet Tongrube Paradies
- Moore
  - Bettenauer Weiher
  - Breitsee
  - Düdinger Möser
  - Naturschutzgebiet Bächli – Gishalde
  - Naturreservat Les Gurles/Les Communs de Maules
- Seen
  - Ägelsee
  - Morgetshofsee
  - Sewenseeli

## Belege
1. ↑  karch.ch: Amphibienlaichgebiete nationaler Bedeutung IANB. (Memento des Originals vom 28. November 2021 im Internet Archive)  Info: Der Archivlink wurde automatisch eingesetzt und noch nicht geprüft. Bitte prüfe Original- und Archivlink gemäß Anleitung und entferne dann diesen Hinweis. (Abgerufen am 27. November 2021)